# Rue de Renory
La rue de Renory est une rue ancienne de la ville belge de Liège, sur la rive droite de la Meuse, dans la section d'Angleur.

## Situation
La rue suit la rive droite de la Meuse (Rivage-en-Pot) à une distance de quarante à cent mètres du fleuve dans le quartier de Kinkempois situé à l'ouest d'Angleur.

## Description
Il s'agit de la rue la plus peuplée et la principale artère du quartier de Kinkempois. Elle compte environ 250 immeubles d'habitation. Mesurant environ 2 200 m, elle est aussi l'une des plus longues voiries de la ville de Liège.
La rue est plate et comprend de très légères courbes. Elle est commerçante et densément peuplée dans ses parties nord et centrale. Elle applique un sens unique de circulation automobile entre la rue Bossy et la rue du Chêne. Au-delà de cette rue, la rue de Renory reste encore en grande partie résidentielle puis longe dans son dernier tiers le quartier industriel du port de Renory, de Liège Container Terminal et de nombreux entrepôts.

## Histoire
Cette rue est la plus ancienne de Kinkempois, datant au moins du XVIIIe siècle mais sans doute bien antérieure. Elle était la seule voie de communication entre Angleur et Ougrée.
La maison Henin appelée aussi la maison blanche (reprise comme cabaret sur une carte WalOnMap de 1865) se situe au no 188A de la rue de Renory. Elle était un lieu de détente (guinguette au bord de la Meuse) jusqu'à l'Entre-deux-guerres.

## Architecture
L'immeuble sans doute le plus ancien de la rue se situe au no 113. Cette maison bâtie en brique avec soubassement, encadrements et chaînes d'angle en pierre calcaire a été réalisée au cours du XVIIe siècle et remaniée au siècle suivant. Elle est constituée de trois travées et de deux niveaux (un étage). La porte d'entrée axiale est surmontée d'une baie d'imposte à meneau. La façade arrière possède un angle arrondi et une porte cintrée du XVIIe siècle. Sur la partie droite de la façade avant, on peut voir une petite potale encastrée et située au-dessus d'une console ouvragée.
L'immeuble de coin avec la rue Vapart, sis au no 93, construit en brique dans le style éclectique, possède au second étage (côté rue Vapart) une moulure originale représentant un chat.
Du no 226 au 234, cinq maisons contiguës réalisées au début du XXe siècle sont ornées de sgraffites ou de bas-reliefs de style Art nouveau. Ces ornements (un par habitation) représentent au no 226 : un sgraffite d'un paysage titré Aux Huit Saules (ancien lieu-dit de Kinkempois), au no 228 : un sgraffite d'un chat, au no 230 : un bas-relief d'un décor végétal, au no 232 : un bas-relief d'un rameau de fleurs rouges et, au no 234 : un sgraffite d'un coq.

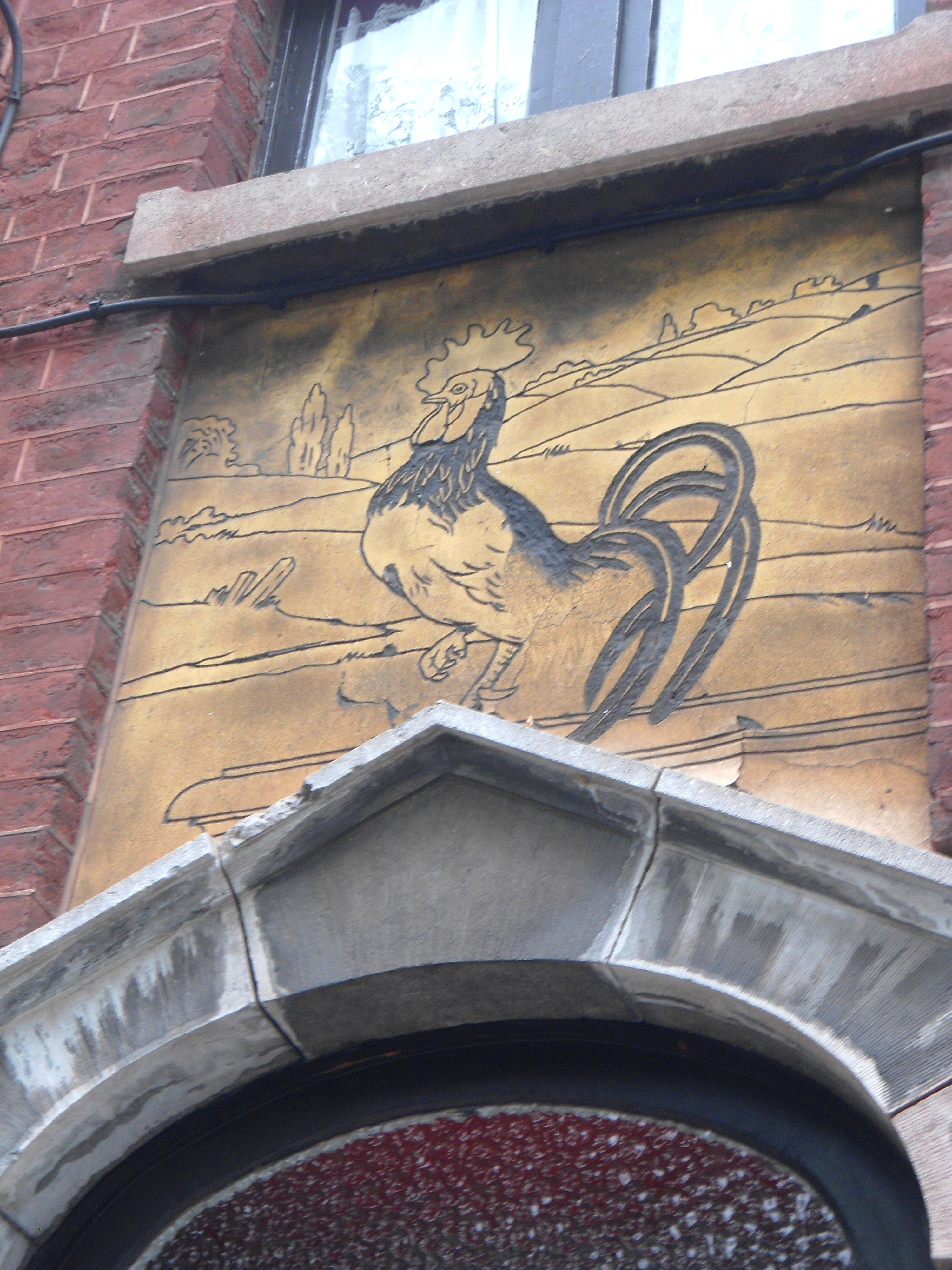
Sgraffite Le Coq, Rue de Renory, 234

## Activités
Le port de Renory
L'institut Maria Goretti est situé au no 101.

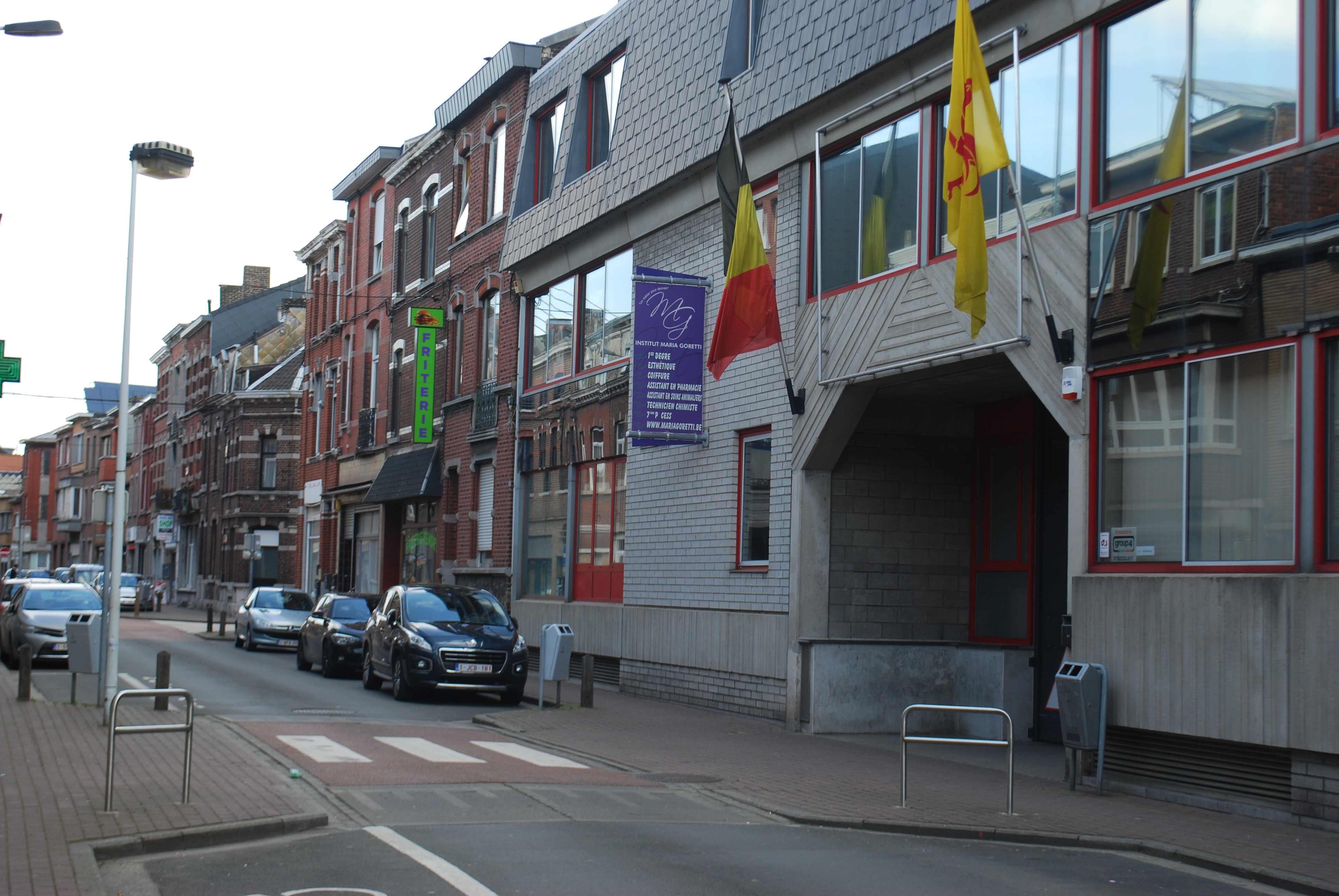
Institut Maria Goretti

## Voies adjacentes
- Rue Bossy
- Rivage-en-Pot
- Rue Boileau
- Rue d'Angleur
- Rue des Écoles
- Rue Vapart
- Rue Hector Denis
- Rue Renkin
- Rue des Ateliers
- Rue des Coudriers
- Rue du Chêne
- Rue de Thiernesse
- Rue du Port
- Quai Mickiels